# Gemalin Shu

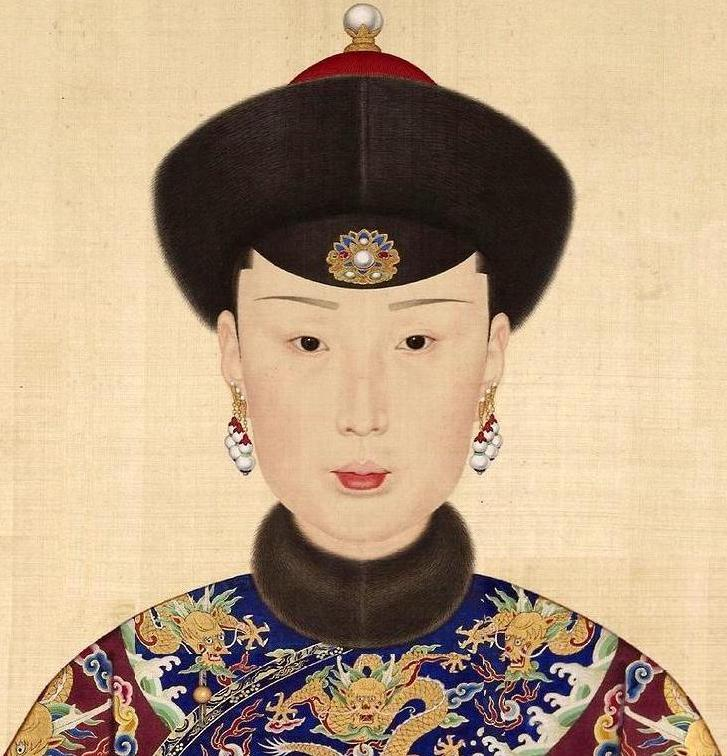
Gemalin Shu

Gemalin Shu (Chinees: 舒妃) (1728 - 1777) kwam van de Mantsjoe Yehenara stam en werd geboren in het zesde regeringsjaar van keizer Yongzheng. Zij was een concubine van keizer Qianlong. Haar vader was Yongxiu (永绶). 
In 1741, op 14-jarige leeftijd, betrad zij de Verboden Stad in Peking. Zij werd een bijvrouw vijfde rang Waardoge Dame. In dezelfde jaar werd zij gepromoveerd tot bijvrouw vierde rang keizerlijke concubine. In 1749 werd zij gepromoveerd naar gemalin. In 1751 kreeg ze een zoon die in 1753 overleed. Shu overleed in het 42ste regeringsjaar van keizer Qianlong. Na haar dood werd zij begraven in het Yuling mausoleum voor keizerlijke gemalinnen.